# عدد اقتصادي
في الرياضيات، يسمى العدد عدداً اقتصادياً (بالإنجليزية: economical number)‏ إذا كان عدد الأرقام المستخدمة في تحليله الأولي (مع اعتبار دليل القوة) اصغر من عدد الأرقام المستخدمة في العدد نفسه.
أول عدد اقتصادي هو 125 لأن 125 يتكون من 3 أرقام في حين أن تحليله {\displaystyle 5^{3}} يتكون من رقمين 5 و 3. 
الأعداد الاقتصادية الأوائل هي: 125, 128, 243, 256, 343, 512, 625, 729, 1024, 1029, 1215, 1250, 1280, 1331, 1369, 1458, 1536, 1681, 1701, 1715, 1792, 1849, 1875, 2048, 2187, 2197, 2209, 2401, 2560, 2809, 3125, 3481, 3584, 3645, 3721, 4096, 4374, 4375, 4489, 4802, 4913 ...